# Acidianus
A Acidianus egy Archaea nem a Sulfolobaceae családban. Az archeák – ősbaktériumok – egysejtű, sejtmag nélküli prokarióta szervezetek. Hét faja van.